# Elaphoglossum pumilio
Elaphoglossum pumilio är en träjonväxtart som beskrevs av John T. Mickel. Elaphoglossum pumilio ingår i släktet Elaphoglossum och familjen Dryopteridaceae. Inga underarter finns listade.